# Église Saint-Laurent de Mauléon-Barousse
L'église Saint-Laurent de Mauléon-Barousse est une église catholique située à Mauléon-Barousse, dans le département français des Hautes-Pyrénées en France.

## Historique

### L'ancienne chapelle Notre-Dame du Milieu
D'après Louis Fiancette d'Agos, il existait une église dédiée à Notre-Dame du Milieu, dont il ne reste aucune trace aujourd'hui. Les habitants des villages environnants venaient s'y réunir pour y célébrer certaines fêtes chrétiennes.

## Architecture

### Extérieur
Tout autour du portail d'entrée sont disposés des blocs de marbre blanc et gris foncé, sur le haut : à droite et à gauche sont sculptés des chapiteaux avec des symboles, au centre sont sculptées des armoiries.
Sont classés au titre objet des monuments historiques :
- Une cloche en bronze datée de 1727[2].

### Intérieur
Sont classés au titre objet des monuments historiques :
- Un ciboire datant du XVIIe siècle[3].
- Un coffret aux saintes huiles datant du XVIIe siècle[4].
- Un calice datant du XVIIe siècle[5].

- Sont inscrits à l'inventaire des monuments historiques :
- Un calice et patène daté de 1813[6].
- Un bas-relief de la Vierge de Pitié en plomb datant du XVIIe siècle[7].
- Un ostensoir datant du XIXe siècle[8].
- Une statue d'applique de la Vierge à l'Enfant datant du XVIIe siècle[9].

#### Le musée
- À gauche de l'entrée, un petit musée où sont protégées d'anciennes statues de sainte Germaine de Pibrac et de saint Jean le Baptiste.
- Au centre une vitrine où sont exposés des anciens objets liturgiques.
- Derrière des ostensoirs, d'anciens chasubles et étoles de clerc.

#### Le chœur
Le chœur avec les autels, au premier plan l'autel est en bois.
En arrière-plan le maître-autel est en bois sculpté, il est peint à l'imitation du marbre blanc, sur la façade est représenté l'Agneau de Dieu.
Il est surmonté d'un tabernacle en marbre et d'un Christ en croix.
Le maître-autel était utilisé avant le concile Vatican II, les prêtres préparaient l'eucharistie dos au peuple, et face à Dieu.

#### Chapelle de laVierge Marie
- L'autel en bois peint date du XVIIIe siècle[1]. Il est orné de décors de végétaux dorés avec au centre le monogramme marial composé des lettres A et M entrelacées, initiales de l’Ave Maria.
- Le tabernacle à ailes avec quatre colonnettes est daté du XVIIe siècle[1].
- Au-dessus du tabernacle est placée une statue en plâtre dorée de Notre-Dame de Lourdes.
- De chaque côté du tabernacle sont placés des bustes reliquaires de saint Laurent (à gauche) et de saint Saturnin ? (à droite).

#### Chapelle Saint-Jean-le-Baptiste
Les fresques de la chapelle Saint-Jean le Baptiste!Jean-le-Baptiste ont été faites par Nicolaï Greschny.
- Au centre une cuve baptismale.
- Les fresques du bas représentent les Douze Apôtres tenant chacun une phrase du credo (Symbole des apôtres).
- Au centre, la fresque représente le baptême du Christ par saint Jean le Baptiste, à droite de Jésus, trois anges assistent au baptême, au-dessus de Jésus est représentée une colombe (l'Esprit-Saint) envoyée par Dieu le Père.
- Sur la gauche (moitié droite), la fresque représente Naaman demandant au prophète Élisée de le guérir de la lèpre,
- La moitié gauche représente : sur les conseils d'Élisée, Naaman plonge sept fois dans le Jourdain et fut guéri par la main de Dieu le Père.
- Sur la droite, la fresque représente le baptême du ministre de la reine d'Éthiopie par saint Philippe (diacre).

## Galerie

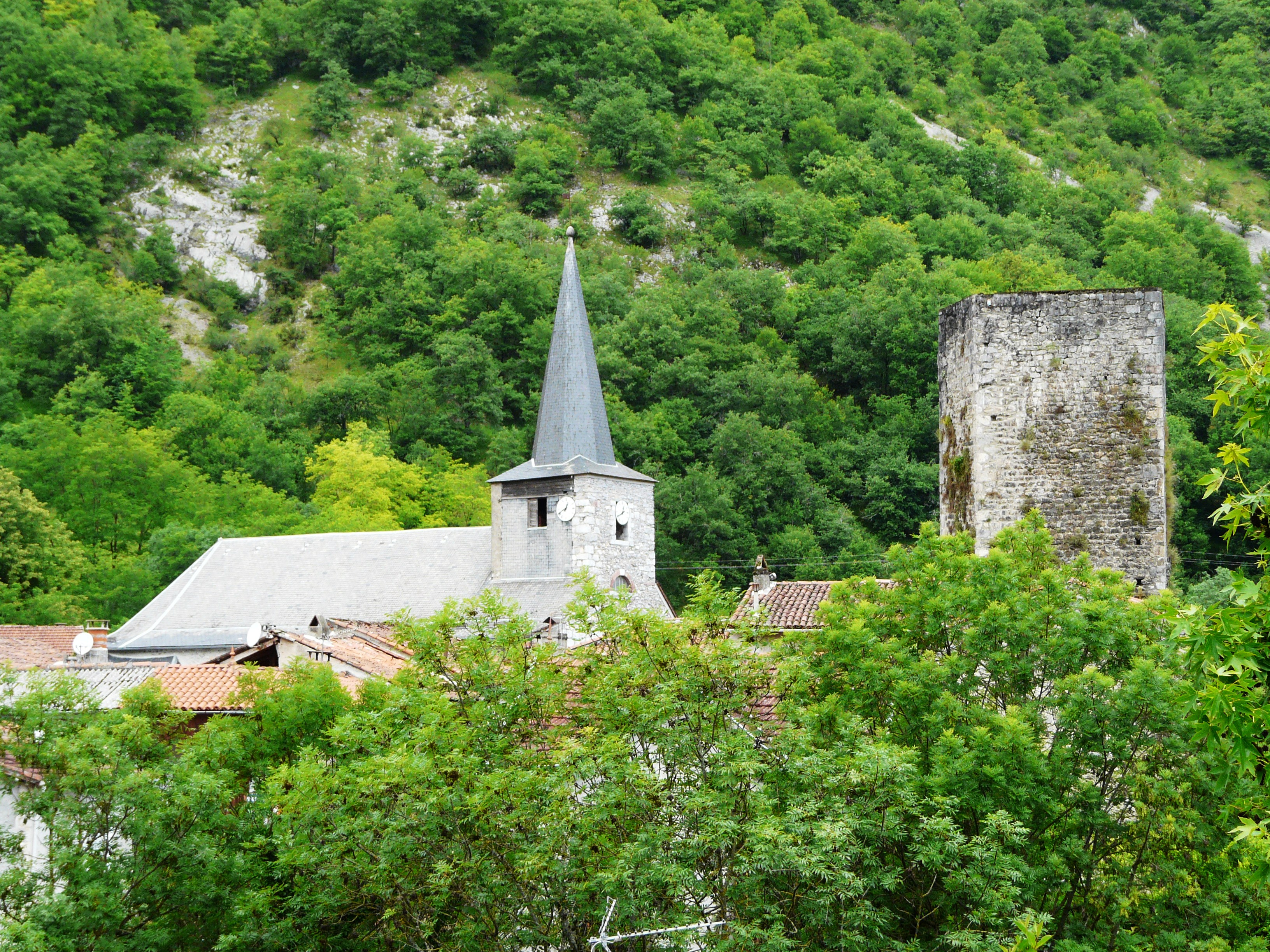
L'église Saint-Laurent et la tour pentagonale du XIe siècle du château de Mauléon
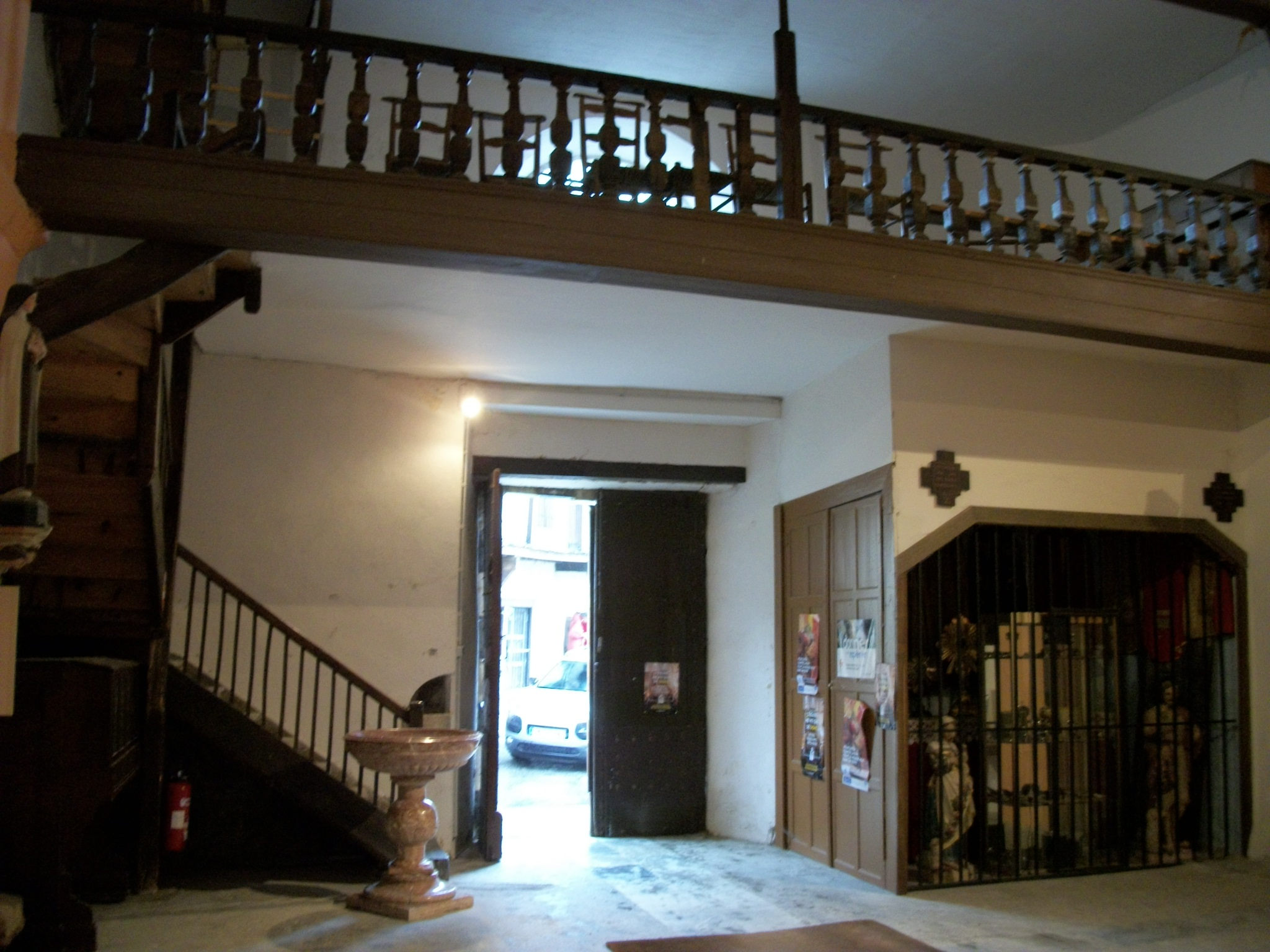
L'entrée de l'église
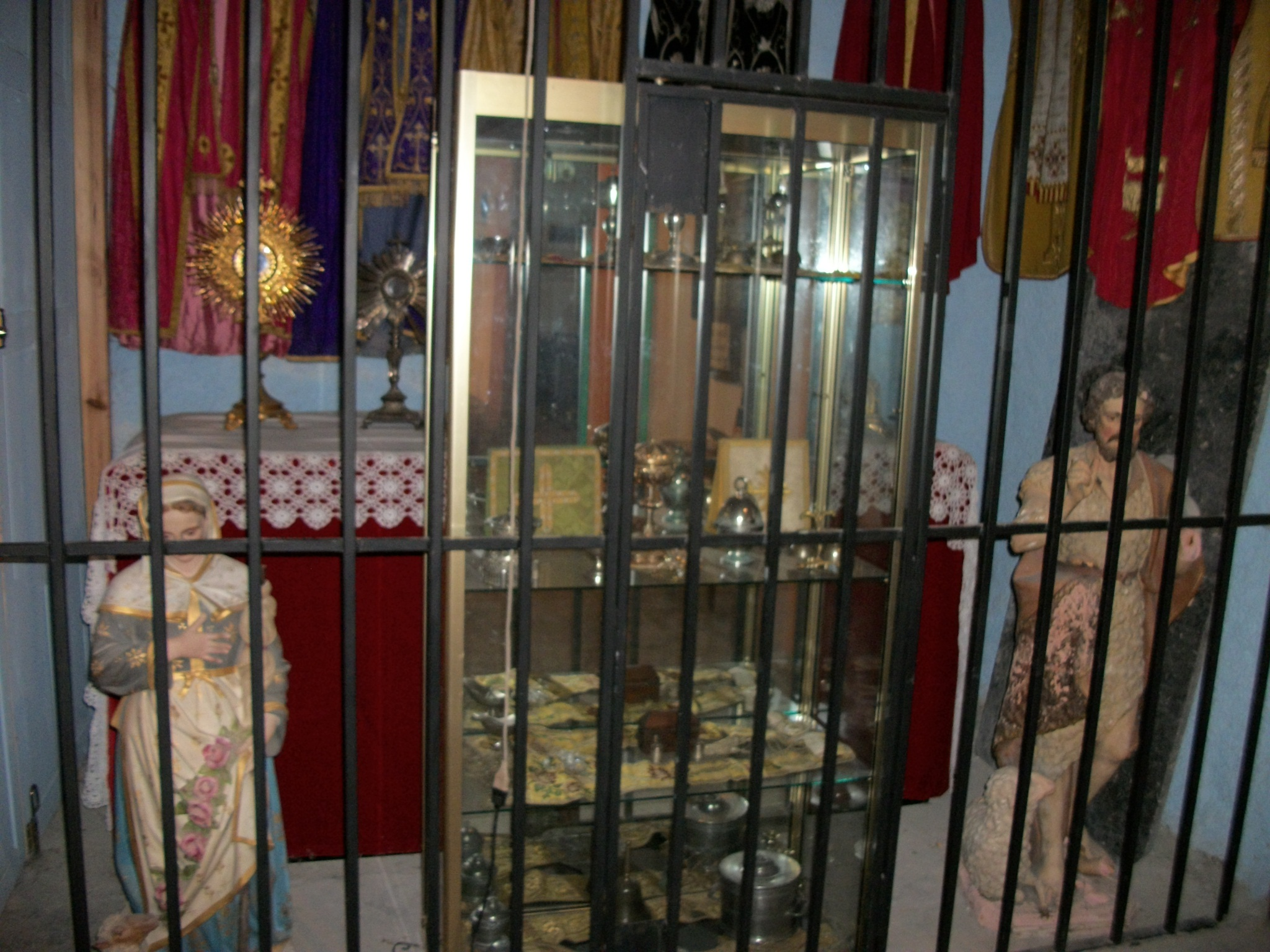
Intérieur du musée
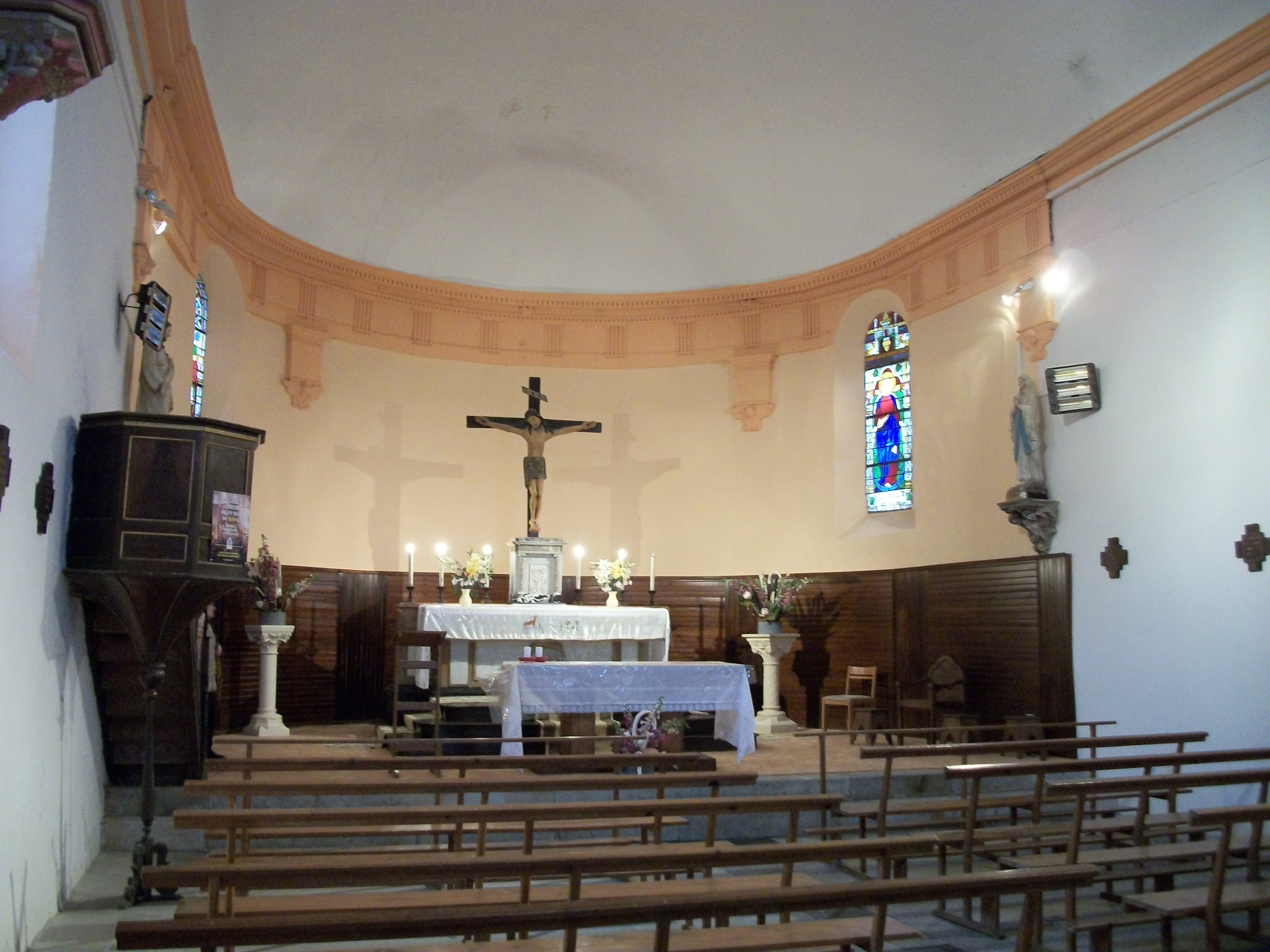
L'intérieur
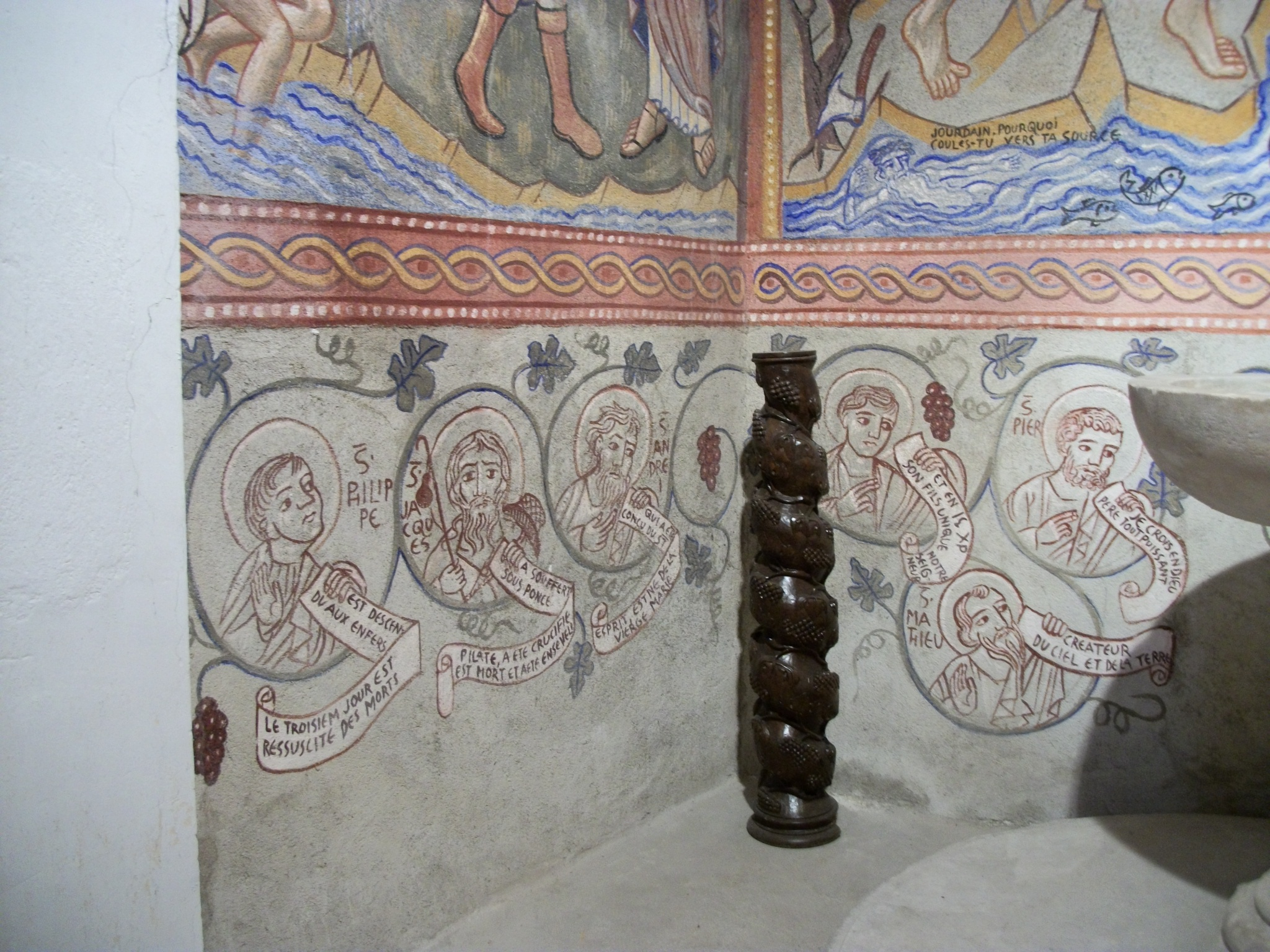
Côté gauche en bas, les apôtres, tenant chacun une phrase du credo

### Liens Externes
- Ensemble Paroissial de Barousse